# Ibrahim Al-Baz
Ibrahim Al-Baz (Westelijke Jordaanoever, 1950) is een Palestijns-Nederlands activist voor de Palestijnse zaak.

## Biografie
Al-Baz werd in 1950 geboren op de in 1967 door Israël bezette Westelijke Jordaanoever. Als jongeman heeft hij gevochten in Jordanië en Libanon en hij was lid van de organisatie Fatah. In 1979 werd hij op een Parijse luchthaven gepakt met explosieven, bedoeld voor Palestijnse makkers in Duitsland. Na een gevangenisstraf van vier maanden vestigde hij zich in Nederland.

### Activist
Na zijn komst naar Nederland was Al-Baz onder meer actief als opbouwwerker voor migranten. Al-Baz was lange tijd een vertegenwoordiger van Fatah in Nederland. Verder was hij voorzitter van de Algemene Palestijnse Arbeiders Vereniging in Nederland, lid van het Aktiekomitee Pro Gastarbeiders en voorman van het Al Awda Netwerk Palestina. Sinds enkele jaren organiseert hij de herdenking Dag van het Land in Vlaardingen, dat een aanzienlijke Palestijnse gemeenschap kent. Al-Baz werkte veel samen met de activistische predikant Hans Visser van de Rotterdamse Pauluskerk. Sinds 2014 is hij bestuurslid van het Nederlands Palestina Komitee. Verder is hij anno 2019 bestuurslid van Palestine Link, een Palestijnse belangenorganisatie.

### Uitwijzing
Al-Baz kreeg in 1981 een verblijfsvergunning, gevolgd door een vestigingsvergunning in 1985. In 1991 werd die vestigingsvergunning door staatssecretaris Aad Kosto ingetrokken, omdat de BVD meende dat Al-Baz contacten onderhield met buitenlandse terreurcellen van Fatah. Volgens Al-Baz zelf zou zijn veroordeling in Frankrijk wegens explosievensmokkel ook een rol gespeeld hebben. Op 21 mei van dat jaar werd het Komitee 'Tegen uitwijzing van Ibrahim Al-Baz' opgericht, waarin aanvankelijk zestien organisaties samenwerkten. Dat aantal groeide later naar 69, waaronder GroenLinks en de SP. Het Komitee stelde een protestbrief op, mobiliseerde medestanders en organiseerde een demonstratie in Den Haag. Er werden Kamervragen gesteld over de kwestie en op 14 november werd bekend dat Al-Baz toch in Nederland mocht blijven. Het Ministerie van Justitie liet weten dat de verdenkingen van de BVD ongegrond waren gebleken.